# Karlóvasi
Karlóvasi (en  griego: Καρλόβασι), también puede encontrarse como Karlovasia, es un pueblo y unidad municipal ubicado en la zona noroeste de la isla de Samos, entre las sierras de Kerkis y Karvounis; en la periferia de Egeo Septentrional. Desde la reforma del plan Calícrates en 2011, forma parte del municipio de Samos. La población de la unidad municipal es de 9.590 habitantes repartidos por 100,33km². Las otras tres unidades municipales de la isla son las de Vathí, Pythareío y Marathokampos. Karlóvasi es el segundo asentamiento en la isla, por detrás de Vathí. 
La Universidad del Egeo cuenta con tres departamentos en el pueblo: Matemáticas, estadística e información y comunicación. Hay alrededor de 2.037 estudiantes en el pueblo. Karlóvasi es un pueblo con una historia, cultura y comercio importantes. A inicios del siglo XX, la ciudad floreció gracias a la curtiduría y al tabaco, aunque estas desaparecieron poco a poco a causa de la llegada de otras formas de industria. Por ello pueden verse repartidas por el pueblo numerosas mansiones de estilo neoclásico así como los restos de enormes fábricas construidas con piedra cerca de la playa de Ormos. En Karlóvasi se encuentra la cueva de Agios Andonios, donde se reproducen las fojas monje (Monachus monachus).
El plan Capodistrias convirtió a Karlóvasi (con una población de 5.895 habitantes) en el centro administrativo de los pueblos cercanos de Plátanos, Drakeoi, kastania, Leka, Nikoloudes, Konteika, Ydroussa y Agioi Theodoroi. Karlóvasi se divide en cinco zonas: La Nueva, Antigua y Media Karlóvasi; la bahía (también llamada Riva) y el puerto. Las primeras casas del pueblo se construyeron en 1821 en la Acrópolis Gorgyra. En la zona hay numerosas bahías en las que es posible nadar. Karlóvasi produce aceite de oliva, vinos, cereales, uvas e higos.

## Historia
Karlóvasi fue inicialmente poblada a principios del siglo XVII por emigrantes de Sami que emigraron de Quíos para huir de los piratas, aunque más tarde volvieron. Tras la vuelta, gente de Creta, el peloponeso, Icaria, Naxos y otras partes de Grecia les siguieron. Estos fundaron la Antigua Karlóvasi escondida entre las colinas de Agia Tríada. Otros pueblos fueron fundados en los alrededores con el mismo propósito. El puerto empezó a construirse el 8 de septiembre de 1871.

## Nombre
El nombre de Karlóvasi procede, según Epaminondas Stamatiadis, del turco carli avasi (planicie cubierta por nieve). Sin embargo, otros historiadores no creen que provenga de carli avasi, ya que rara vez el pueblo ha estado cubierto por la nieve. Evangelia Balta opina que el pueblo toma el nombre del río Karklik (Karlik - Ovasi). Zafeiriou escribió en su libro Crónicas de Sami que inicialmente se llamó Kariova (colonia de Icaria), el cual más tarde evolucionó hasta Karlóvasi. Nikos Dimitriou apoya la hipótesis en la cual se afirma que deriva del apellido "Karlovas".

## Distribución

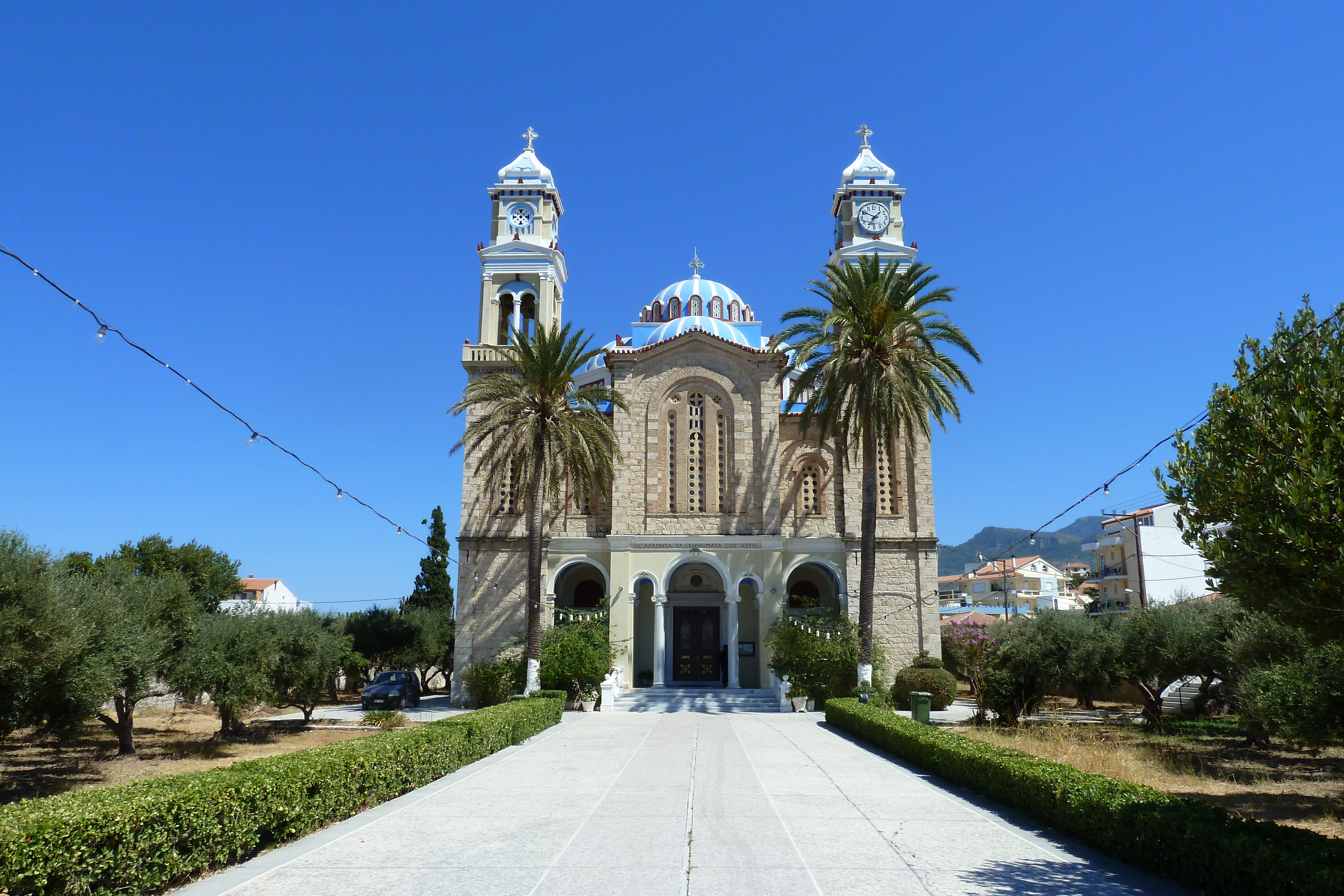
Agios Nikolaos.

En el centro se encuentra Nueva Karlóvasi. Un kilómetro al oeste se encuentra Media Karlóvasi, separada de la anterior por el torrente de Karlóvasi. Un kilómetro más al oeste, tras la colina de Agia Tríada, se encuentra la Antigua Karlóvasi; y al norte se encuentra el puerto. Antiguamente eran pueblos separados, pero se expandieron con el tiempo hasta juntarse.

### Riva
La bahía de Karlóvasi (también conocido como Riva) es el centro financiero del pueblo, en el que hay numerosas mansiones de estilo tradicional con una arquitectura un tanto extraña. Es el centro del desarrollo industrial de la isla. Una gran parte de los trabajadores se dedica a la curtiduría, llegando a representar el 20% de la producción de cuero de Grecia. En la bahía también está situada la iglesia de Agios Nikolaos, así como numerosos edificios de estilo necolásico.

## Universidad del Egeo (Aigaiou)
En Karlovasi hay la Facultad de Ciencias y el "Departamento de Ingeniería de la Información y la Comunicaciónla de los Sistemas" de la Facultad Politécnica de la Universidad del Egeo. Se encuentra en edificios neoclásicos y también en edificios industriales de bronceado que se le han otorgado. Es un anexo de la Universidad del Egeo con sede en Mitilene. Ofrece estudios de pregrado, maestría y doctorado.

## Residentes notables
- Licurgos Logothetis, líder de Samos en la Guerra de Independencia griega.